# Feliks Büttner

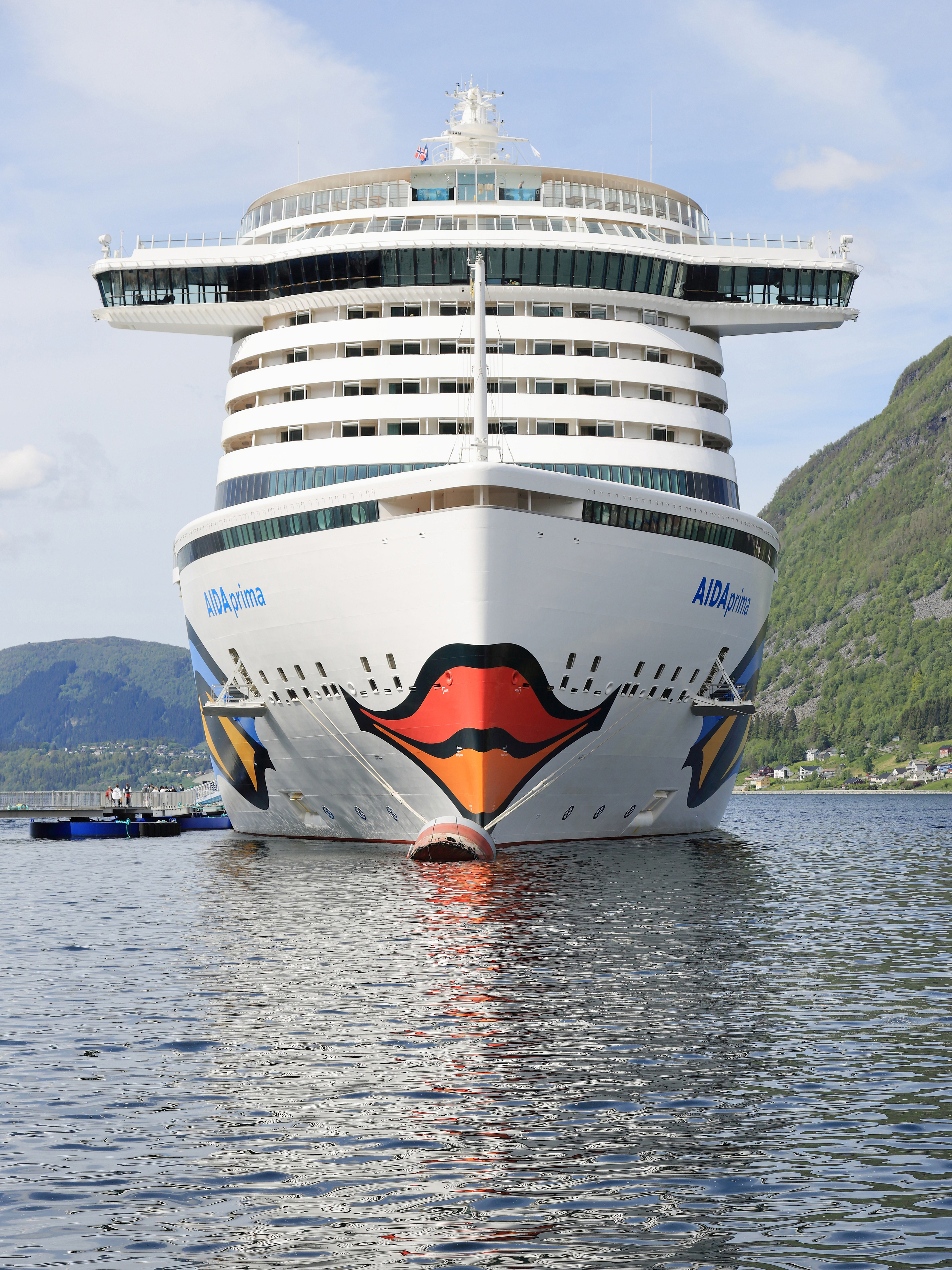
AIDA-Schiff mit typischer Gestaltung von Feliks Büttner

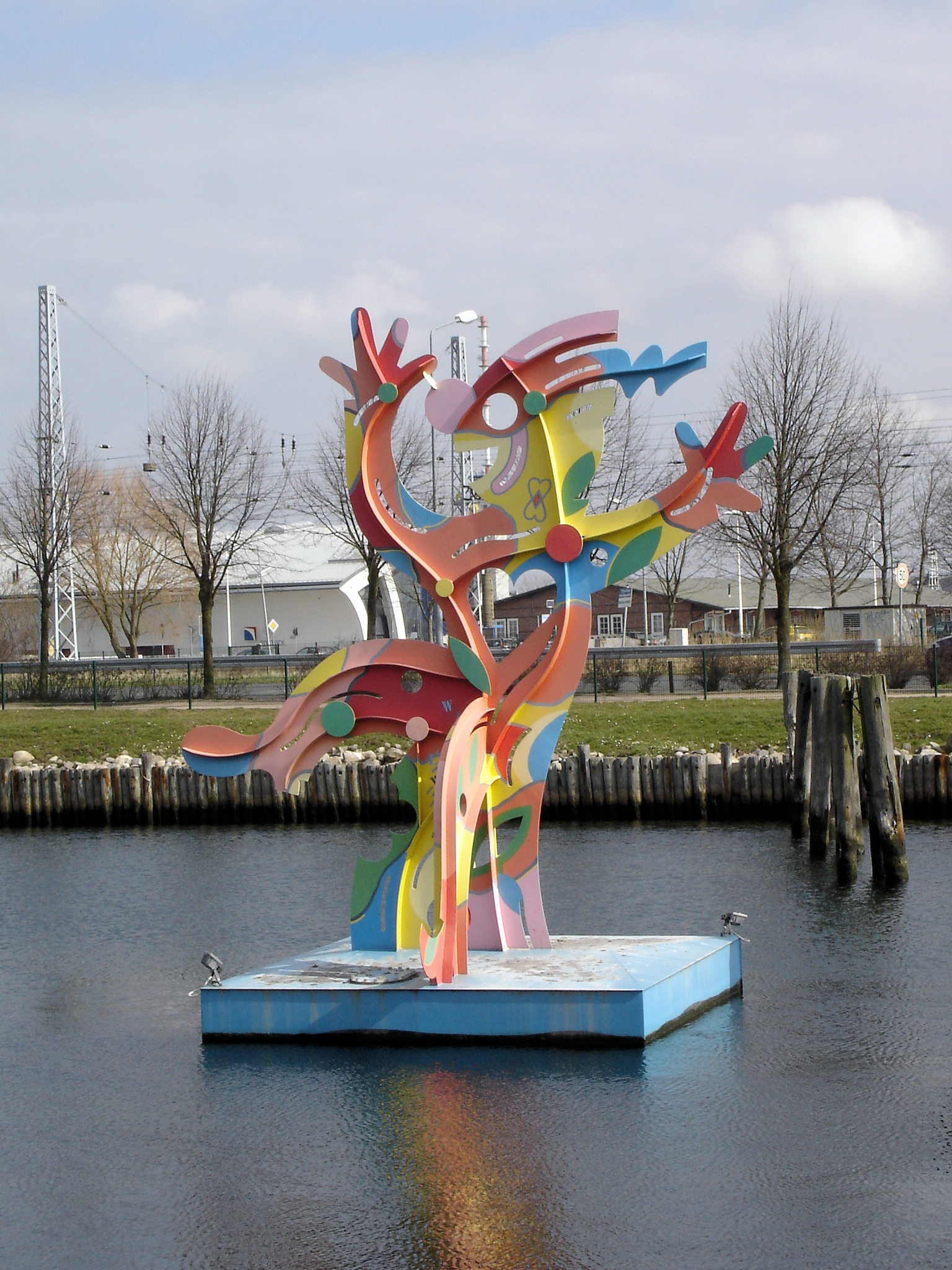
Metallskulptur „Felix“ von Feliks Büttner auf der Warnow in Warnemünde

Feliks Büttner (* 17. Mai 1940 in Merseburg, bürgerlicher Name Helmut Büttner; Feliks war Spitzname in der Kindheit und wurde als Künstlername beibehalten) ist ein deutscher Maler und Grafiker. Bekannt wurde er durch den Entwurf des „Kussmunds“ der AIDA-Kreuzfahrtschiffe.

## Leben
Von 1956 bis 1960 absolvierte Büttner eine Lehre zum Dekorateur und Plakatmaler in Zeitz, daran schloss er bis 1961 ein Studium an der Fachschule für angewandte Kunst Heiligendamm an. In dieser Zeit erfolgte der Umzug nach Rostock. Von 1961 bis 1966 war er als Theatergrafiker am Kleist-Theater Frankfurt (Oder) und am Volkstheater Rostock tätig. Büttner war von 1967 bis 1990 Mitglied des Verbands Bildender Künstler der DDR, ab 1978 als Mitglied der Zentralen Leitung der Sektion Malerei/Grafik. Er hatte in der DDR und im Ausland eine bedeutende Zahl von Einzelausstellungen und Ausstellungsbeteiligungen, u. a. von 1977 bis 1988 an der VIII. bis X. Kunstausstellung der DDR in Dresden. Von 1974 bis 1979 erhielt er sechs Mal im Wettbewerb Die besten Plakate des Jahres einen I. Preis, 1987 den Kunstpreis des DTSB.
1987 und 1988 war er als Jurymitglied von Posterbiennalen in Fort Collins (Colorado, USA) und Lahti (Finnland) tätig. 1989 nahm er zusammen mit fünf europäischen Designern an der Campagne Il du desarmement in Paris teil.
1992 wurde Büttner Präsident der Künstlerakademie Pro Arte in Rostock, 1993 Mitglied der Alliance Graphique Internationale (AGI). 1994 wirkte er im Planungsteam für die Plakatausstellung zum Thema Humor und Satire in Essen mit. Zeitweilig arbeitete er als Dozent an der Rostocker Technischen Kunstschule.
Große internationale Aufmerksamkeit erlangte 1996 Büttners Entwurf für die Bugbemalung der Schiffsneubauten des Kreuzfahrtunternehmens AIDA Cruises. Das Motiv besteht aus Augen (beidseitig) und einem Kussmund an der Bugspitze. Beginnend mit der heutigen AIDAcara wurde ein gestalterisches Konzept umgesetzt, das bisher bei allen folgenden Schiffsneubauten der Reederei weitergeführt wurde. Auch an der künstlerischen Innengestaltung der AIDA-Schiffe ist Feliks Büttner beteiligt.
2018 illustrierte er für den Joachim-Ringelnatz-Verein in Wurzen den Ausstellungskatalog mit dem Titel: Joachim Ringelnatz Feliks Büttner, der vom Rostocker Hinstorff Verlag herausgegeben wurde.
Feliks Büttner lebt und arbeitet in einer historischen Windmühle in Lichtenhagen, am Stadtrand Rostocks.